# Madonnaro
 (février 2010).
Si vous disposez d'ouvrages ou d'articles de référence ou si vous connaissez des sites web de qualité traitant du thème abordé ici, merci de compléter l'article en donnant les références utiles à sa vérifiabilité et en les liant à la section « Notes et références ».

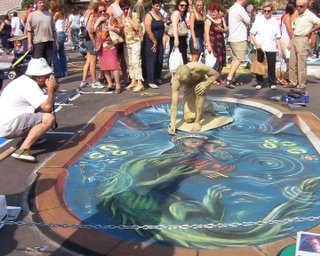
Pablo Zibes, festival de Mantoue (Italie).

Madonnaro (mot italien et madonnari au pluriel) est un nom originaire de l'Italie du centre, dérivé de Madonna (pour la Vierge), qui désigne un artiste de rue qui produit à l'aide de craies colorées, à même le pavé des rues et des places, des tableaux essentiellement d'inspiration religieuse, copies de grands maîtres ou non.

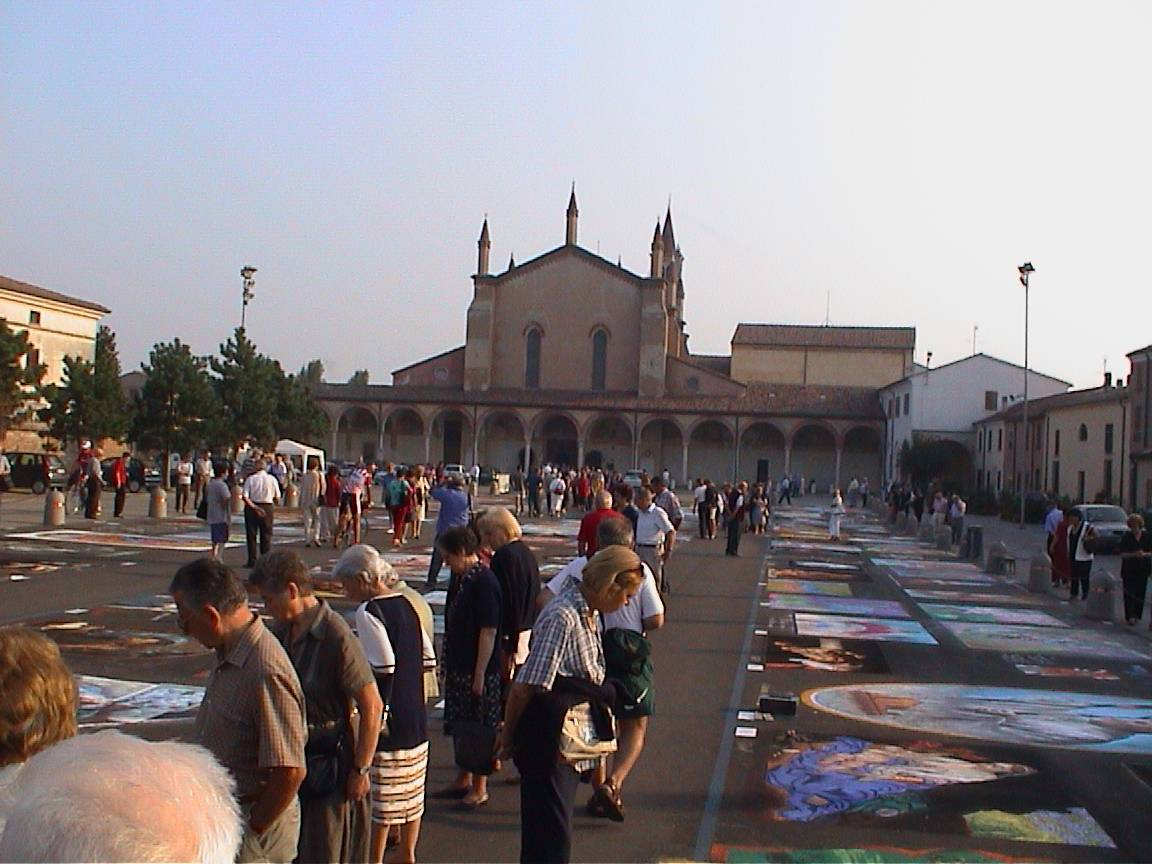
Parvis (sagrato en italien) de Santa Maria delle Grazie de Curtatone.

Certaines manifestations italiennes leur sont exclusivement consacrées, comme celle ayant lieu sur le parvis de l'église Santa Maria delle Grazie de Curtatone.